# 建値制
建値制 （たてねせい）とは、メーカー(製造元)が問屋や小売店にいくらのマージン（販売手数料）を支払うか、流通段階での利潤を見込んで最終小売り価格をあらかじめ決めておく制度のことを言う。 
- 日本ではメーカー・問屋・小売がある程度の幅の利益を得るようあらかじめ価格を決定されることが多かった。独占禁止法の絡みより再販価格を維持することは禁止されていることから、これを俗に「メーカー希望小売り価格」と呼んでいた。 近年、メーカーが出荷価格だけを提示して、最終消費者に渡る価格を表示しない「オープン価格制」を業界で導入するようになっている。

## 医療用医薬品
- 皆保険制度の導入・老人医療費無料政策・医療用医薬品に現金添付販売・大幅な薬価差(薬価基準が導入された頃は、消費税なしの50％～25％・推定)で支えられてきた医療現場は、近年危機的状況に陥っている。建値制の廃止により、メーカーは直接医療機関との価格交渉をしなくなり、さらに厚生労働省は度々薬価調査を行い、薬価を実勢価格に近づけて来た。
- 縮小したものの薬価差益は、ある一定金額を購入した医療機関には、現在でも15％～10％(税抜きだと10％～5％)の薬価差が保障されている。納入金額が少ないと反対に品目によっては、逆差薬(薬価が納入価より低い場合がある。)になり、処方量が増えれば増えるほど損をする場合がある。
- メーカーは、卸業者に販売する価格にも薬価差を設けているがその大半は医療機関へ吸い上げられているのが現状。
- 医療機関も以前のように薬価差だけでは、利潤を得ることができず、高価な新薬を5年間買わない、ゾロ品（後発医薬品）に代えられるものはできるだけ代える、現金問屋も利用する、薬価が高くかつ使用量の多い順に20－30品目を各問屋から見積りを取って再検討、支払いを最低6か月以上延ばすなどの経営戦略を打ち出してきている。
- 厚生労働省は、現在の薬価調査による次期薬価改定方式をやめ、薬価の大幅な引き下げと、それを原資とした技術料の大幅引き上げを計画している。